# Bulbonaricus brauni
Bulbonaricus brauni es una especie de pez de la familia Syngnathidae, en el orden de los Syngnathiformes.

## Morfología
Cuando se produce la metamorfósis a la etapa demersal pierden las aletas dorsal, pectorales y el hocico alargado. Tienen 17 anillos en el cuerpo y 44-46 en la cola.
- Los machos pueden alcanzar los 5,5 cm de longitud total

## Reproducción
Es ovovivíparo y el macho transporta los huevos en una bolsa ventral, la cual se encuentra debajo de la cola. Los huevos están embebidos parcialmente en un trozo de piel, en el que reciben oxígeno de los capilares circundantes. El macho incuba la puesta, hasta que eclosionan individuos perfectamente formados.

## Hábitat
Es un pez  de mar, de clima tropical, y asociado a arrecifes de coral. Habita en la plataforma continental, asociado al coral Galaxea musicalis y a otros corales de la familia Dendrophylliidae. Se localiza entre 1-10 m de profundidad.

## Distribución geográfica
Se encuentra en Sumatra (Indonesia), Australia Occidental y Palaos. Hay reportes de Japón, pero necesitan confirmación.